# Bahnstrecke Olomouc–Čelechovice na Hané
| Kursbuchstrecke (SŽ): | 273, 275             |                                                        |                                                        |
| Streckenlänge: | 33,846 km            |                                                        |                                                        |
| Spurweite: | 1435 mm (Normalspur) |                                                        |                                                        |
| Streckengeschwindigkeit: | 60 km/h              |                                                        |                                                        |
| |                      |                                                        |                                                        |
| \| \| \| von Česká Třebová (vorm. k.k. Nördliche Staatsbahn) \| \| \| \| \| von Šternberk (vorm. Mährisch-Schlesische Nordbahn) \| \| \| \| \| von Opava východ (vorm. MSCB) \| \| \| \| \| Olomouc hlavní nádraží früher Olmütz \| \| \| \| 0,000 \| Olomouc mistní nádraží früher Olmütz Lokalbf \| Olomouc mistní nádraží früher Olmütz Lokalbf \| \| \| \| \| \| \| \| \| Hodolany früher Hodolein \| \| \| \| \| nach Přerov (vorm. KFNB) \| \| \| \| \| (Neubautrasse 1931) \| \| \| \| \| nach Nezamyslice (vorm. Mährisch-Schlesische Nordbahn) \| \| \| \| 2,20 \| Olomouc-Smetanovy sady \| Olomouc-Smetanovy sady \| \| \| 2,983 \| Olomouc-Nová Ulice früher Olmütz-Neugasse \| Olomouc-Nová Ulice früher Olmütz-Neugasse \| \| \| 3,782 \| Olomouc město früher Olmütz Stadt \| Olomouc město früher Olmütz Stadt \| \| \| 4,70 \| Olomouc-Hejčín \| Olomouc-Hejčín \| \| \| 6,700 \| Olomouc-Řepčín früher Hřeptschein \| Olomouc-Řepčín früher Hřeptschein \| \| \| 9,571 \| Horka nad Moravou früher Horka \| Horka nad Moravou früher Horka \| \| \| 11,70 \| Skrbeň früher Kirwein \| Skrbeň früher Kirwein \| \| \| 13,849 \| Příkazy früher Přikaz \| Příkazy früher Přikaz \| \| \| \| von Litovel (vorm. LB Littau–Groß Senitz) \| \| \| \| 17,992 \| Senice na Hané früher Gross Senitz \| Senice na Hané früher Gross Senitz \| \| \| 21,591 \| Náměšť na Hané früher Namiescht \| Náměšť na Hané früher Namiescht \| \| \| 23,480 \| Drahanovice früher Drahanowitz \| Drahanovice früher Drahanowitz \| \| \| 26,40 \| Slatinice früher Groß Latein \| Slatinice früher Groß Latein \| \| \| 28,400 \| Třebčín früher Třeptschein \| Třebčín früher Třeptschein \| \| \| 31,10 \| Kaple früher Rittberg \| Kaple früher Rittberg \| \| \| 33,846 \| Čelechovice na Hané früher Čellechowitz \| Čelechovice na Hané früher Čellechowitz \| \| \| \| nach Kostelec na Hané (vorm. MWB) \| \| |                      |                                                        |                                                        |
| Strecke |                      | von Česká Třebová (vorm. k.k. Nördliche Staatsbahn)    | von Česká Třebová (vorm. k.k. Nördliche Staatsbahn)    |
| Abzweig geradeaus und von links |                      | von Šternberk (vorm. Mährisch-Schlesische Nordbahn)    | von Šternberk (vorm. Mährisch-Schlesische Nordbahn)    |
| Abzweig geradeaus und von links |                      | von Opava východ (vorm. MSCB)                          | von Opava východ (vorm. MSCB)                          |
| Bahnhof |                      | Olomouc hlavní nádraží früher Olmütz                   | Olomouc hlavní nádraží früher Olmütz                   |
| Kopfbahnhof Streckenanfang (Strecke außer Betrieb) · Abzweig geradeaus und nach links · Strecke von rechts | 0,000                | Olomouc mistní nádraží früher Olmütz Lokalbf           | Olomouc mistní nádraží früher Olmütz Lokalbf           |
| Abzweig geradeaus und von links (Strecke außer Betrieb) · Kreuzung geradeaus unten (Querstrecke außer Betrieb) · Abzweig geradeaus und ehemals von rechts |                      |                                                        |                                                        |
| Strecke (außer Betrieb) · Strecke · Betriebs-/Güterbahnhof Streckenende |                      | Hodolany früher Hodolein                               | Hodolany früher Hodolein                               |
| Strecke (außer Betrieb) · Abzweig geradeaus und nach links |                      | nach Přerov (vorm. KFNB)                               | nach Přerov (vorm. KFNB)                               |
| Abzweig ehemals geradeaus und von links · Abzweig geradeaus und nach rechts |                      | (Neubautrasse 1931)                                    | (Neubautrasse 1931)                                    |
| Strecke · Strecke nach links |                      | nach Nezamyslice (vorm. Mährisch-Schlesische Nordbahn) | nach Nezamyslice (vorm. Mährisch-Schlesische Nordbahn) |
| Haltepunkt / Haltestelle | 2,20                 | Olomouc-Smetanovy sady                                 | Olomouc-Smetanovy sady                                 |
| Bahnhof | 2,983                | Olomouc-Nová Ulice früher Olmütz-Neugasse              | Olomouc-Nová Ulice früher Olmütz-Neugasse              |
| Bahnhof | 3,782                | Olomouc město früher Olmütz Stadt                      | Olomouc město früher Olmütz Stadt                      |
| Haltepunkt / Haltestelle | 4,70                 | Olomouc-Hejčín                                         | Olomouc-Hejčín                                         |
| Bahnhof | 6,700                | Olomouc-Řepčín früher Hřeptschein                      | Olomouc-Řepčín früher Hřeptschein                      |
| Haltepunkt / Haltestelle | 9,571                | Horka nad Moravou früher Horka                         | Horka nad Moravou früher Horka                         |
| Haltepunkt / Haltestelle | 11,70                | Skrbeň früher Kirwein                                  | Skrbeň früher Kirwein                                  |
| Bahnhof | 13,849               | Příkazy früher Přikaz                                  | Příkazy früher Přikaz                                  |
| Abzweig geradeaus und von rechts |                      | von Litovel (vorm. LB Littau–Groß Senitz)              | von Litovel (vorm. LB Littau–Groß Senitz)              |
| Bahnhof | 17,992               | Senice na Hané früher Gross Senitz                     | Senice na Hané früher Gross Senitz                     |
| Haltepunkt / Haltestelle | 21,591               | Náměšť na Hané früher Namiescht                        | Náměšť na Hané früher Namiescht                        |
| Bahnhof | 23,480               | Drahanovice früher Drahanowitz                         | Drahanovice früher Drahanowitz                         |
| Haltepunkt / Haltestelle | 26,40                | Slatinice früher Groß Latein                           | Slatinice früher Groß Latein                           |
| Bahnhof | 28,400               | Třebčín früher Třeptschein                             | Třebčín früher Třeptschein                             |
| Haltepunkt / Haltestelle | 31,10                | Kaple früher Rittberg                                  | Kaple früher Rittberg                                  |
| Haltepunkt / Haltestelle | 33,846               | Čelechovice na Hané früher Čellechowitz                | Čelechovice na Hané früher Čellechowitz                |
| Strecke |                      | nach Kostelec na Hané (vorm. MWB)                      | nach Kostelec na Hané (vorm. MWB)                      |

Die Bahnstrecke Olomouc–Čelechovice na Hané ist eine regionale Eisenbahnverbindung in Tschechien, die ursprünglich von der Österreichischen Lokaleisenbahngesellschaft (ÖLEG) als Lokalbahn Olmütz–Czellechowitz erbaut und betrieben wurde. Sie verläuft von Olomouc (Olmütz) nach Čelechovice na Hané (Czellechowitz). Der Abschnitt von Senice na Hané nach Čelechovice na Hané ist Teil der Verbindung von Červenka nach Prostějov.
Nach einem Erlass der tschechischen Regierung ist der Abschnitt Olomouc–Senice na Hané seit dem 20. Dezember 1995 als regionale Bahn („regionální dráha“) klassifiziert.

## Geschichte
Die Konzession für die Lokalbahn Olmütz–Czellechowitz erhielt die ÖLEG am 22. August 1882 zusammen mit der Strecke Ungarisch-Hradisch–Ungarisch-Brod. Teil der Konzession war die Verpflichtung, die Strecken innerhalb zweier Jahre „zu vollenden und dem öffentlichen Verkehre zu übergeben“. Ausgestellt war die Konzession bis zum 21. August 1971.

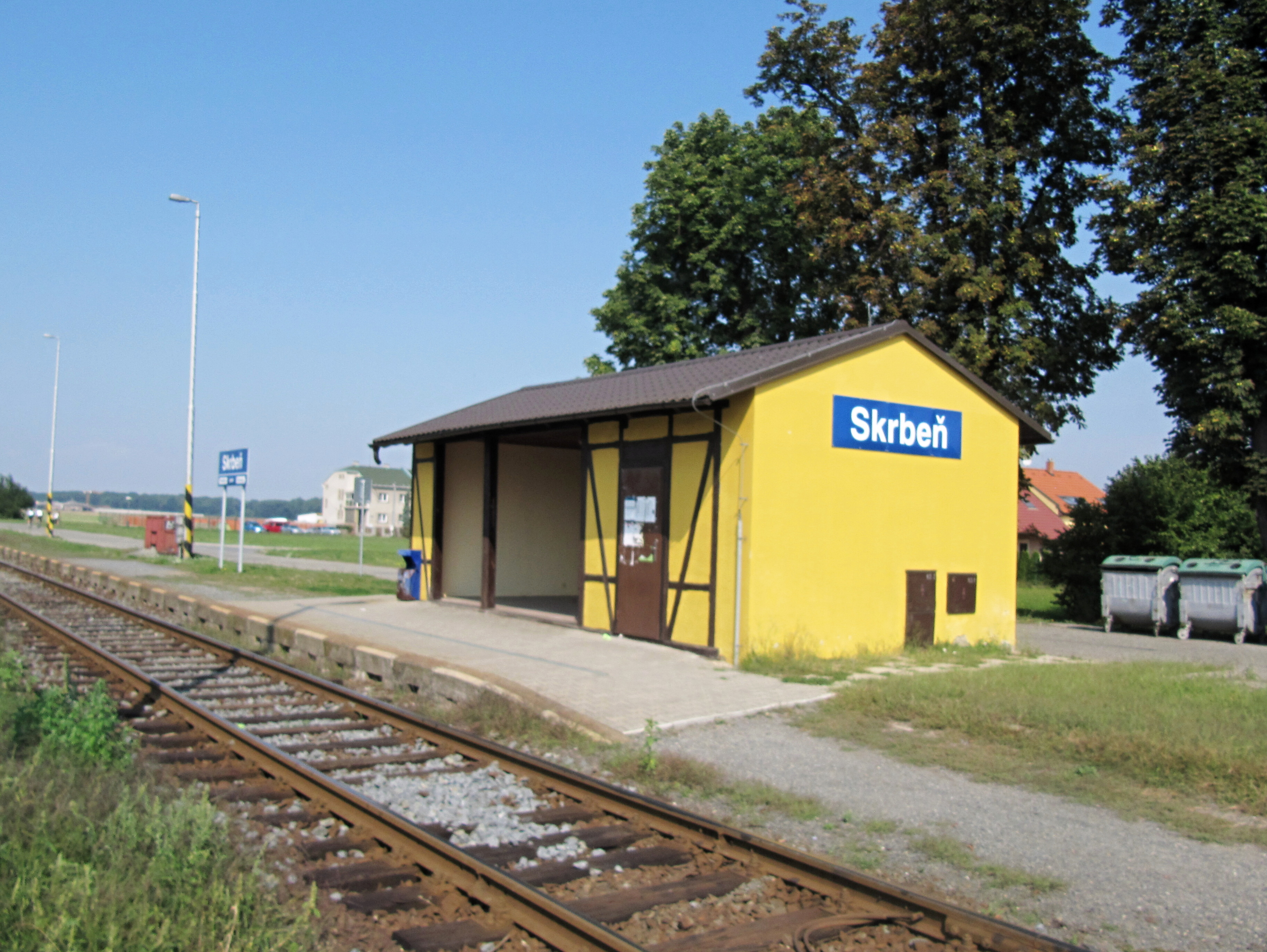
Haltestelle Skrbeň (2012)

Eröffnet wurde die Strecke am 4. März 1883. Den Betrieb führte die ÖLEG zunächst selbst aus, ab 1886 ging diese Aufgabe an die k.k. Staatsbahnen (kkStB) über.
Am 1. September 1889 eröffnete die Mährische Westbahn die Anschlussstrecke nach Kostelec. Auch dort führte die kkStB den Betrieb, so dass fortan die meisten Züge durchgängig von und nach Kostelec durchliefen.
Am 1. Jänner 1894 ging die ÖLEG in den Besitz des Staates über. Damit gehörte nun auch die Infrastruktur zum Netz der kkStB. Im Jahr 1912 wies der Fahrplan der Lokalbahn fünf gemischte Züge 2. und 3. Klasse aus. Sie benötigten für die 34 Kilometer lange Strecke fast zwei Stunden.
Nach dem Zerfall Österreich-Ungarns im Oktober 1918 ging die Strecke an die neu gegründeten Tschechoslowakischen Staatsbahnen (ČSD) über.
Anfang der 1930er Jahre bauten die ČSD eine direkte Einführung der Strecke in den Olmützer Hauptbahnhof, die am 16. Dezember 1931 in Betrieb ging. Der Lokalbahnhof und das Verbindungsgleis nach Hodolany wurden aufgelassen.

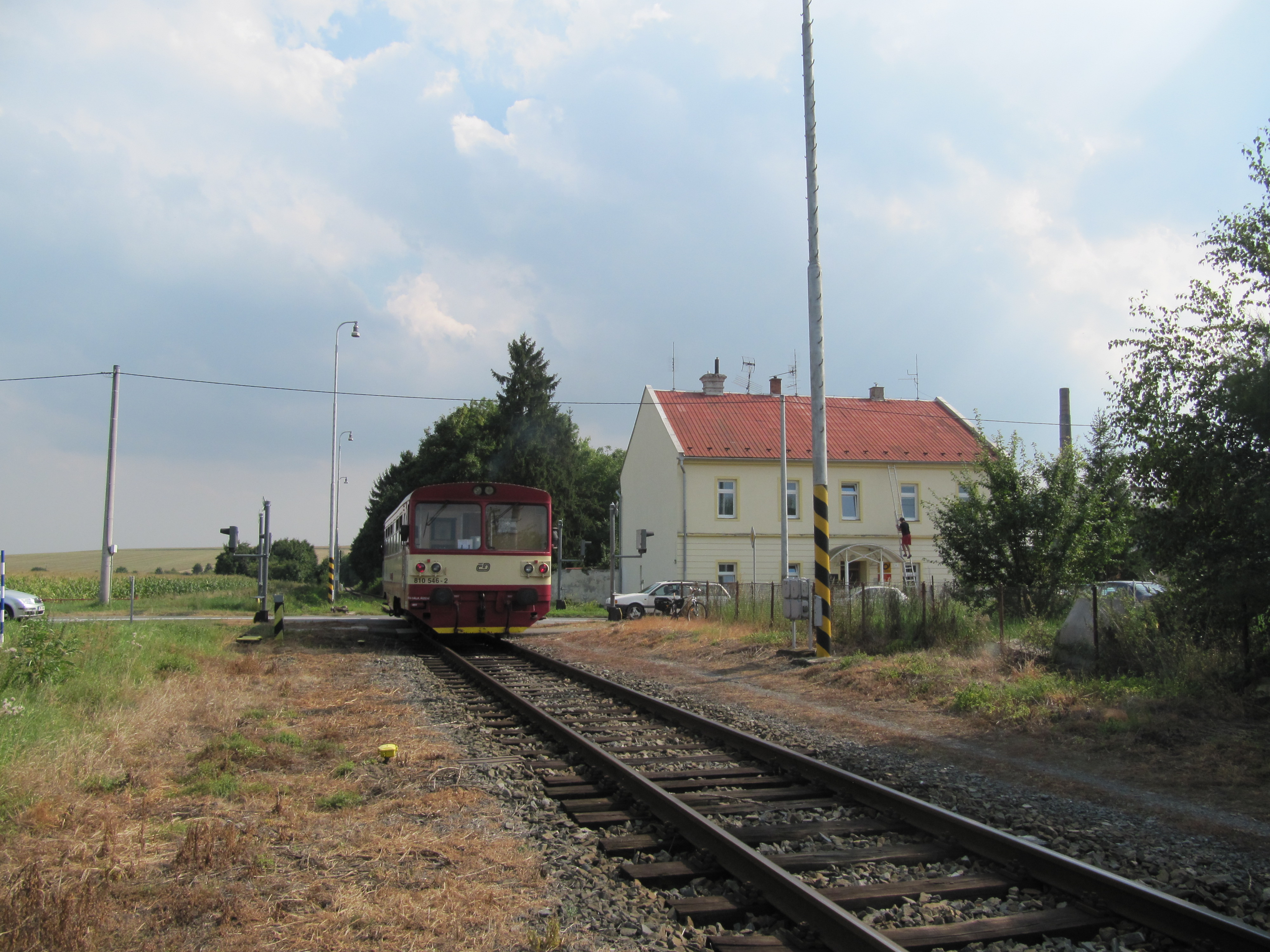
Reisezug bei Drahanovice (2012)

Ab Mitte der 1930er Jahre wurde ein Teil der Personenzüge auch mit Motorzügen gefahren, was zu einer deutlichen Fahrzeitverkürzung führte. Der Winterfahrplan von 1937 verzeichnete bis zu sieben Reisezugpaare zwischen Olomouc und Prostejov, von denen fünf als Motorzug verkehrten. Weitere Züge verkehrten auf Teilstrecken.
Im Zweiten Weltkrieg lag die Strecke zur Gänze im Protektorat Böhmen und Mähren. Betreiber waren jetzt die Protektoratsbahnen Böhmen und Mähren (ČMD-BMB). Am 9. Mai 1945 kam die Strecke wieder vollständig zu den ČSD.
Am 1. Januar 1993 ging die Strecke im Zuge der Auflösung der Tschechoslowakei an die neu gegründeten České dráhy (ČD) über. Seit 2003 gehört sie zum Netz des staatlichen Infrastrukturbetreibers Správa železniční dopravní cesty (SŽDC).
Während der Abschnitt von Olomouc bis Senice na Hané schon bei der Einteilung des tschechischen Eisenbahnnetzes in Hauptbahnen und Nebenbahnen 1995 als Nebenbahn („regionální dráha“) klassifiziert wurde, wurde der weitere Abschnitt bis Čelechovice na Hané zunächst als Hauptbahn („celostátní dráha“) eingestuft und später zur Nebenbahn herabgestuft.
Im Jahresfahrplan 2013 wird die Strecke täglich im Einstundentakt von Personenzügen der Relation Olomouc hl. n.–Senice na Hané bedient, wo Anschluss an die zweistündlich verkehrenden Züge der Relation Červenka–Prostějov besteht. Einzelne Züge verkehren auch direkt von und nach Drahanovice.